# Locus HTT Plethore
La HTT Plethore è un prototipo di automobile ad alte prestazioni presentato dalla casa automobilistica canadese HTT  Automobile che avrebbe dovuto essere la prima vettura sportiva prodotta in Canada dopo la Bricklin SV1, la cui produzione era terminata con la chiusura della Bricklin, avvenuta nel 1976.

## Il contesto
Presentata al salone dell'automobile di Montréal del 2007 allo stadio di prototipo, era stata ventilato che la produzione sarebbe iniziata in breve tempo.
Esteticamente la vettura si presentava con una configurazione coupé a 3 posti, simile a quella della McLaren F1 con pilota centrale, passeggeri retrocessi a destra e sinistra.
La carrozzeria e il telaio venivano dichiarati come completamente di fibra di carbonio, mentre la motorizzazione prevista, montata in posizione centrale longitudinale, derivava da quella della Chevrolet Corvette con un V8 da 8.200 cm³ di cilindrata, 750 CV di potenza, 766 Nm di coppia motrice massima.
L'auto era dotata di trazione posteriore e di un cambio manuale in alluminio a sei rapporti con automatico opzionale.
Dopo la presentazione non si sono avuti ulteriori sviluppi per 3 anni, fino al 2010, quando venne nuovamente dichiarata un'imminente produzione e in un secondo tempo che la vettura aveva ottenuto l'omologazione ed era in procinto di iniziare la produzione in una serie limitata a 10 esemplari al mese; alcuni mesi più tardi vennero annunciate le prime consegne per il termine del 2011.
Dopo una seconda presentazione al salone dell'automobile nel 2011, negli anni successivi non ci sono state ulteriori notizie sull'effettiva produzione della vettura.